# Susanna (Antico Testamento)

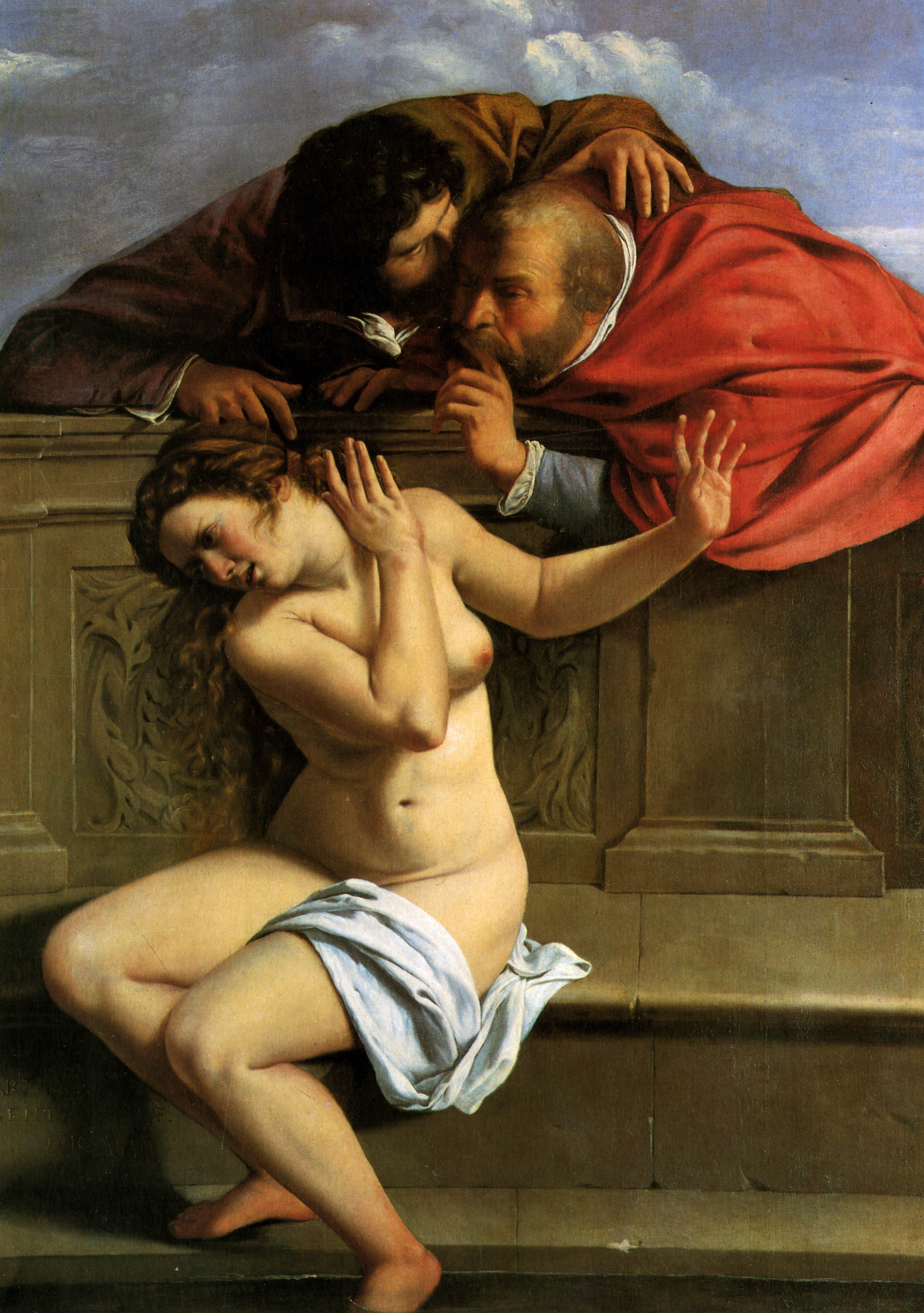
Artemisia Gentileschi, Susanna e i vecchioni, 1610

La storia di Susanna o Shoshana (שׁוֹשַׁנָּה, Ebraico Šošanna, Ebraico tiberiense Šôšannāh: Egiziano "giglio") e un racconto e fa parte del libro di Daniele al capitolo XIII, considerato deuterocanonico da cattolici e ortodossi e apocrifo dai protestanti.
Gli ebrei accettano il capitolo come racconto morale, ma non come parte del Tanakh, sebbene i primi dodici capitoli siano considerati parte degli Scritti, o Ketuvim, cioè la terza e ultima parte del Tanakh.

## Il racconto biblico

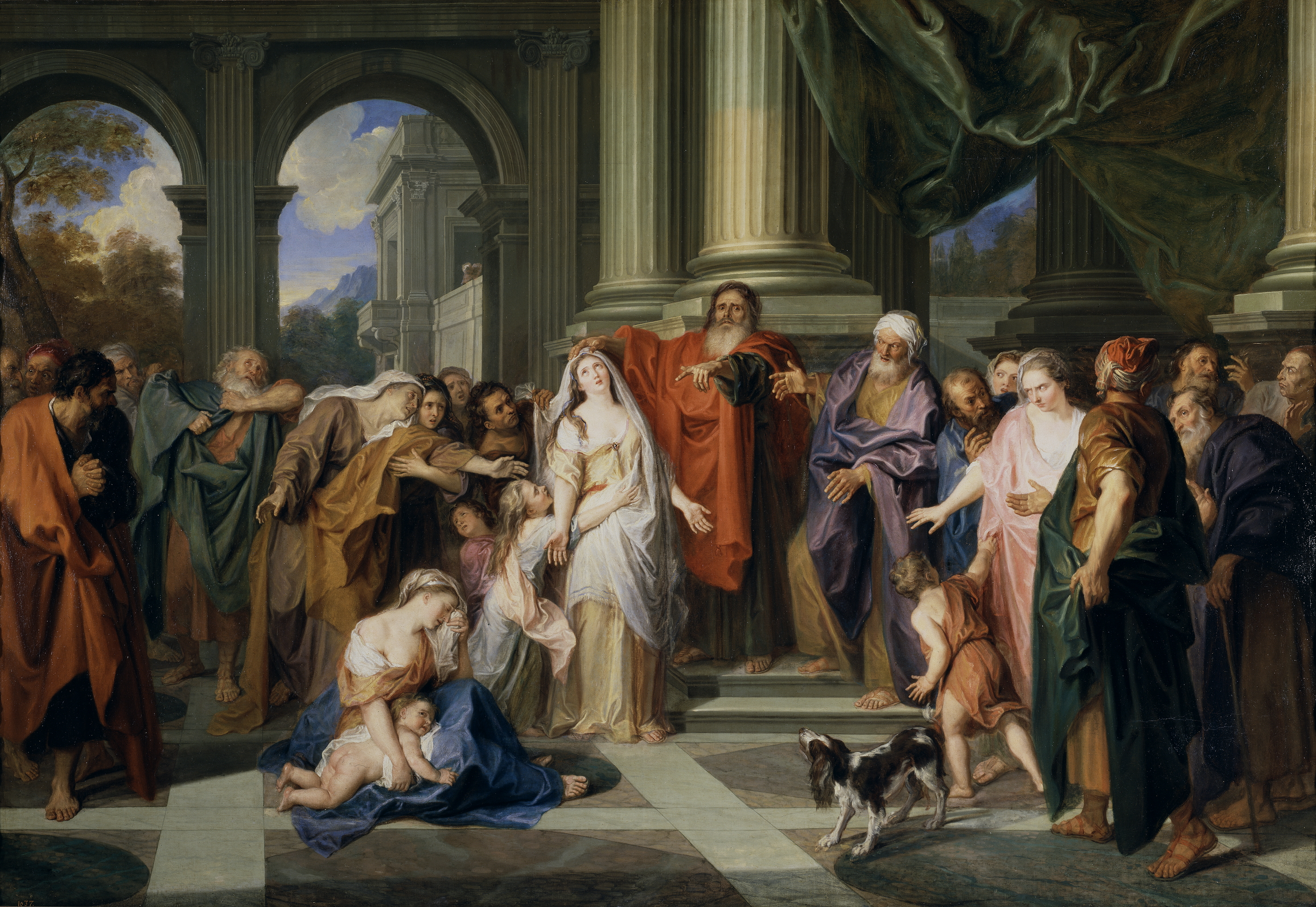
Antoine Coypel, Susanna accusata di adulterio, 1695-1696

Susanna, una giovane donna molto bella e pia, viene concupita da due vecchi che frequentano la casa del suo ricco marito Ioachim e riescono a introdursi nel suo giardino sorprendendola mentre fa il bagno. Costoro erano stati eletti giudici dalla comunità ebraica esule a Babilonia e, infiammati di lussuria, minacciano di accusarla di averla sorpresa con un giovane amante se non si concede a loro. Al rifiuto di Susanna l'accusano pubblicamente di adulterio. Portata davanti al tribunale viene riconosciuta colpevole e condannata a morte mediante lapidazione, ma a questo punto si fa avanti Daniele:
Questo intervento di Daniele, che poi interroga personalmente i due calunniatori e ne fa emergere l'inganno, costituisce anche l'inizio del suo percorso pubblico di profeta.
La reputazione di Susanna viene restituita all'onore e la fama di Daniele cresce fra il popolo.
I due giudici infami sono talvolta identificati con quelli di cui parla Geremia (29,21-23).

## Storia del testo
Il testo greco ci è pervenuto in due versioni: la prima, ritenuta la più antica, è presente solo nel Codex Chisianus della Septuaginta. Negli altri codici venne sostituito con la versione di Teodozione, che è quella che appare nelle bibbie cattoliche. Il racconto fu considerato come parte della letteratura di Daniele e inserito all'inizio del Libro di Daniele nei manoscritti greci del Vecchio Testamento. Nella Vulgata latina Gerolamo lo posizionò alla fine del testo ebraico di Daniele, con la nota, appunto, che non era presente nella bibbia ebraica.
Il consenso dei primi cristiani fu per considerarlo canonico, con l'eccezione di Giulio Africano. Origene afferma, in Epistola ad Africanum, che fu "celato" (apocrifo) dagli ebrei e nel Commentarium in Mattheum, che il testo era stato recepito dalle chiese cristiane. Ne parlano, infatti, Cipriano, Tertulliano, Ireneo, Ilario e Clemente Alessandrino. Non esistono riferimenti al libro nel primo giudaismo.

## Rappresentazione iconografica

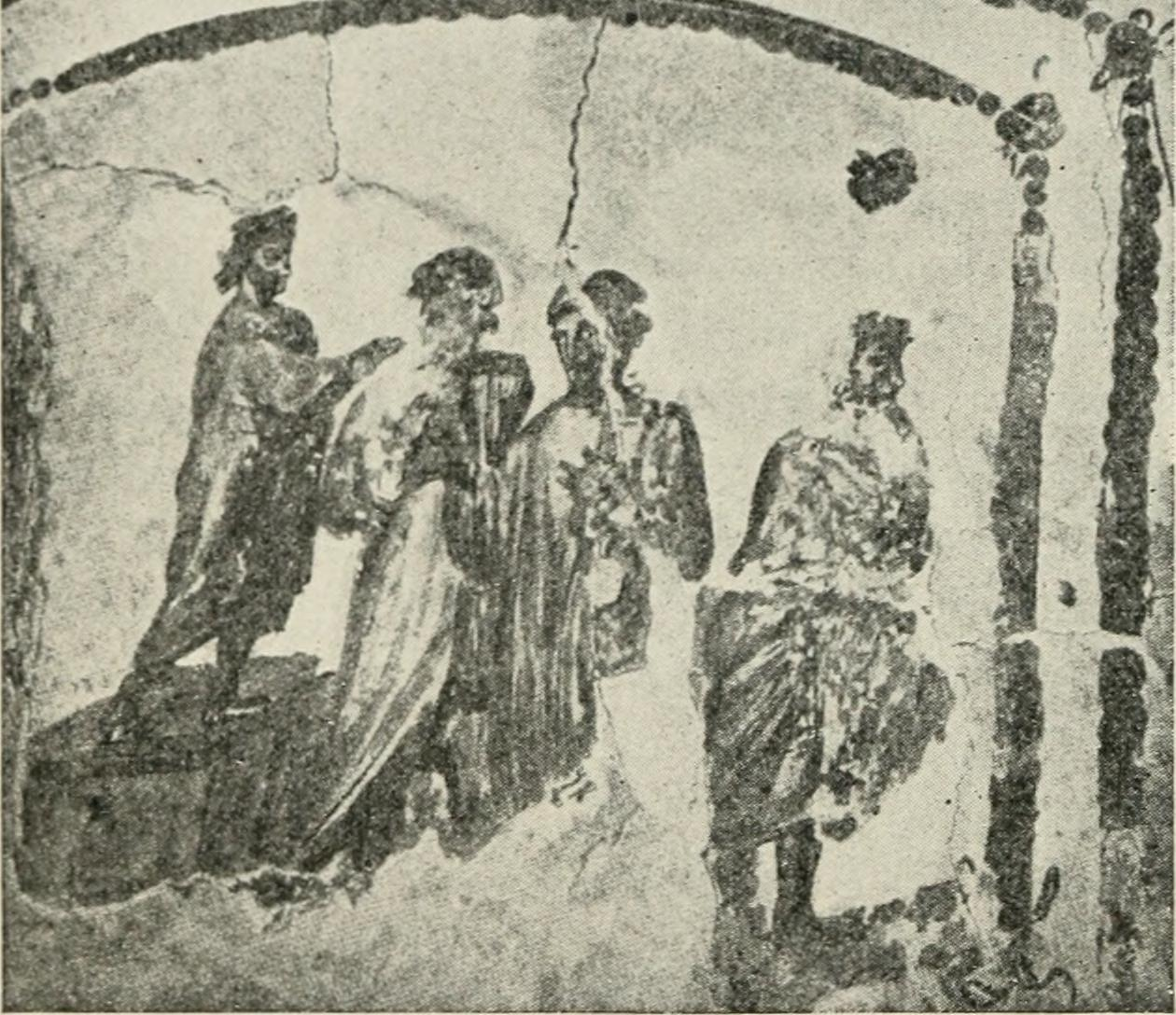
Un affresco da una delle catacombe di San Callisto che raffigura il processo di Susanna.

Per il suo carattere edificante e il lieto fine che lo caratterizza, il racconto della casta Susanna divenne un tema iconografico ricorrente fin dalla primissima iconografia paleocristiana e poi in epoca medievale: una delle primissime raffigurazioni della storia biblica si ritrova in una delle catacombe di San Callisto, a Roma, e raffigura Daniele che salva Susanna durante il processo. 
L'episodio biblico è raffigurato in una gemma nota come Cristallo di Lotario, realizzata in Lotaringia nel IX secolo e oggi conservata al British Museum.
La storia venne spesso rappresentata nella pittura a partire dal Rinascimento come "Susanna e i vecchioni", forse anche perché, oltre all'esempio di virtù, giustificava la presenza di un nudo femminile. Alcuni pittori evidenziarono il dramma, come Artemisia Gentileschi nel suo dipinto conservato a Pommersfelden, mentre altri (come il Tintoretto) si concentrarono sul nudo artistico. Nelle due versioni realizzate nell’Ottocento da Francesco Hayez (una conservata alla Pinacoteca di Brera di Milano, l’altra alla National Gallery di Londra) sono eliminati del tutto i vecchioni, così come in un dipinto realizzato dall'uruguaiano Juan Manuel Blanes nel 1862. Un altro tema diffuso è quello del processo, a volte con il profeta Daniele che salva Susanna come soggetto centrale (come nel quadro La Justification de Suzanne, attribuito al pittore francese François-Guillaume Ménageot).

### Dipinti celebri

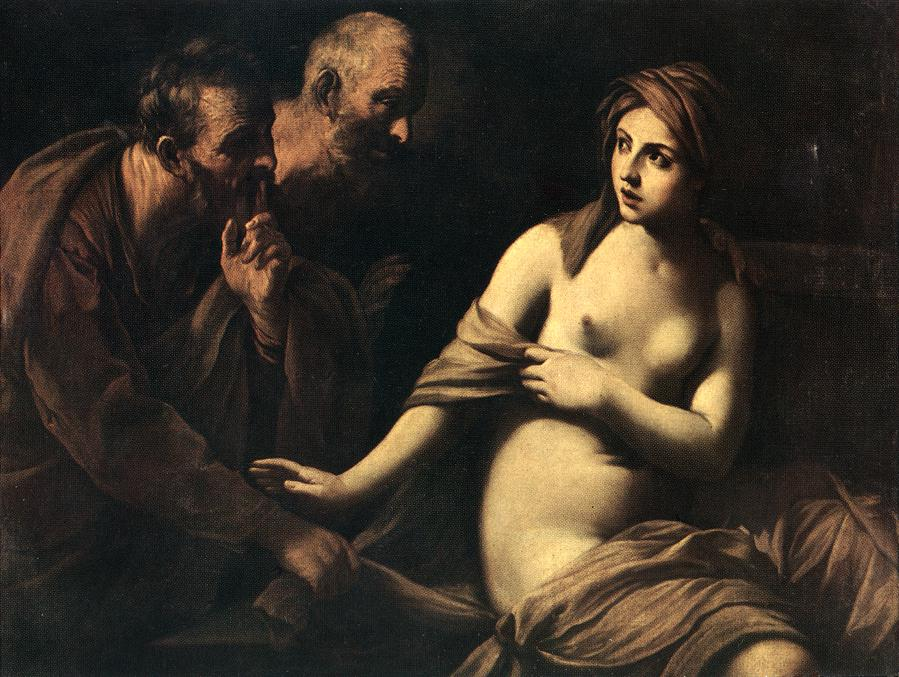
Guido Reni, Susanna e i vecchioni, 1620

- Susanna e i vecchioni, di Pinturicchio – (1492-1494). Musei Vaticani, Appartamento Borgia.
- Susanna e i vecchioni di Bernardino Luini (1515-1516 circa)
- Susanna e i vecchioni di Lorenzo Lotto (1517), oggi a Firenze (Italia), Uffizi
- Susanna e i vecchioni, del Tintoretto (1560), oggi a Vienna (Austria)
- Susanna e i vecchioni di Alessandro Allori (1561), oggi a Digione (Francia)
- Susanna e i vecchioni di Paolo Veronese (circa 1580), oggi a Genova (Italia), Palazzo Bianco
- Susanna e i vecchioni di Peter Paul Rubens (1607), oggi a Roma (Italia)
- Susanna e i vecchioni, di Peter Paul Rubens, oggi alla Reggia di Venaria Reale, Torino (Italia)
- Susanna e i vecchioni di Artemisia Gentileschi (1610), oggi a Pommersfelden (Germania)
- Susanna e i vecchioni di Artemisia Gentileschi (1611), oggi a Stamford (Regno Unito)
- Susanna e i vecchioni di Jusepe de Ribera (1610-1612), oggi a Madrid (Spagna)
- Susanna e i vecchioni di Guido Reni (1620), oggi a Londra (Gran Bretagna)
- Susanna e i vecchioni di Mattia Preti (1635-1640), oggi a Firenze (Italia), Fondazione di Studi di Storia dell'Arte Roberto Longhi
- Susanna e i vecchioni di Artemisia Gentileschi (1638-39), recentemente attribuito[4], esposto al Castello di Windsor (Regno Unito)
- Susanna e i vecchioni di Rembrandt (1647), oggi a Berlino (Germania)
- Susanna e i vecchioni di Artemisia Gentileschi (1649), oggi a Brno (Repubblica Ceca)
- Susanna e i vecchioni di Giovan Francesco Barbieri, detto il Guercino (1650), oggi a Parma (Italia)
- Susanna e i vecchioni di Artemisia Gentileschi (1652), oggi a Bologna.
- Susanna e i vecchioni di Peter Paul Rubens, oggi alla Reggia di Venaria Reale, Torino (Italia)
- Susanna e i vecchioni di Giovanni Battista Pittoni (1687-1767)

## Galleria d'immagini

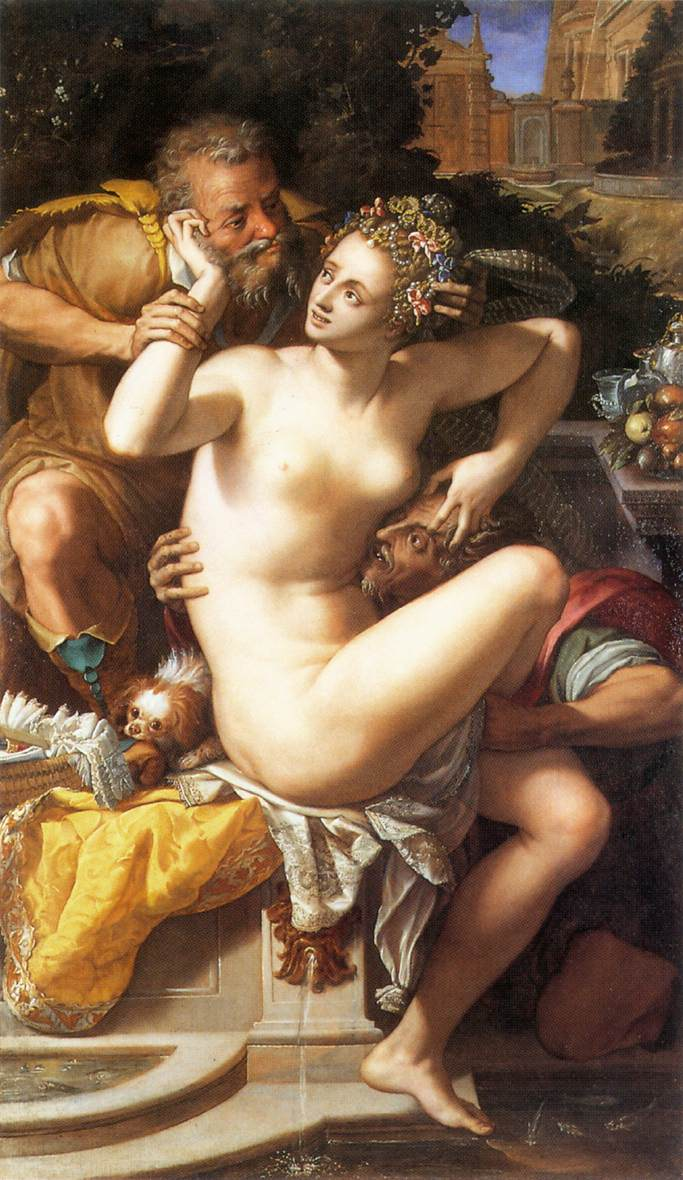
Alessandro Allori, Susanna e i vecchioni, 1561, Digione, Museo Magnin - Rappresentazione erotica.
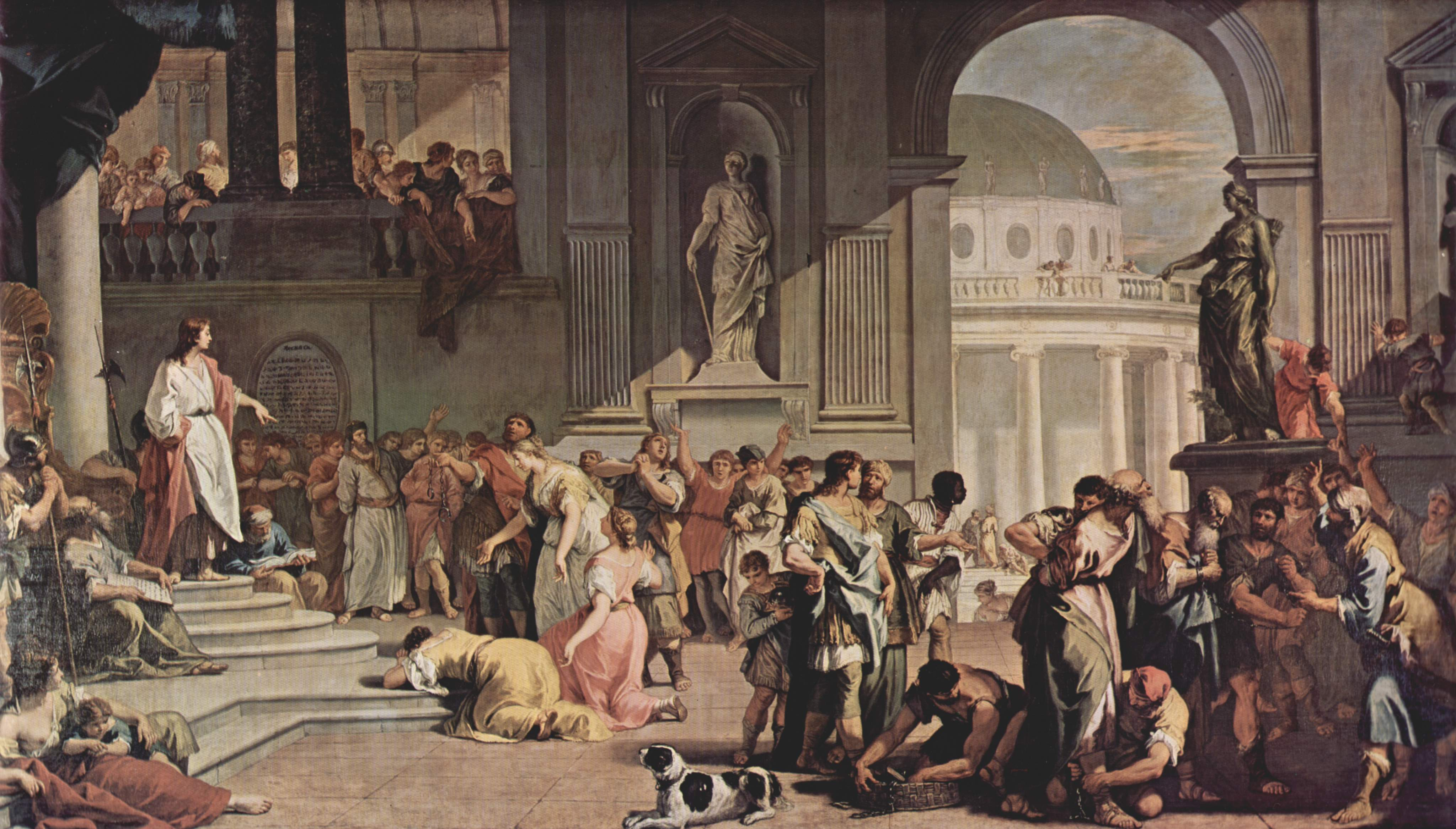
Sebastiano Ricci, Daniele salva Susanna, 1725-1726.
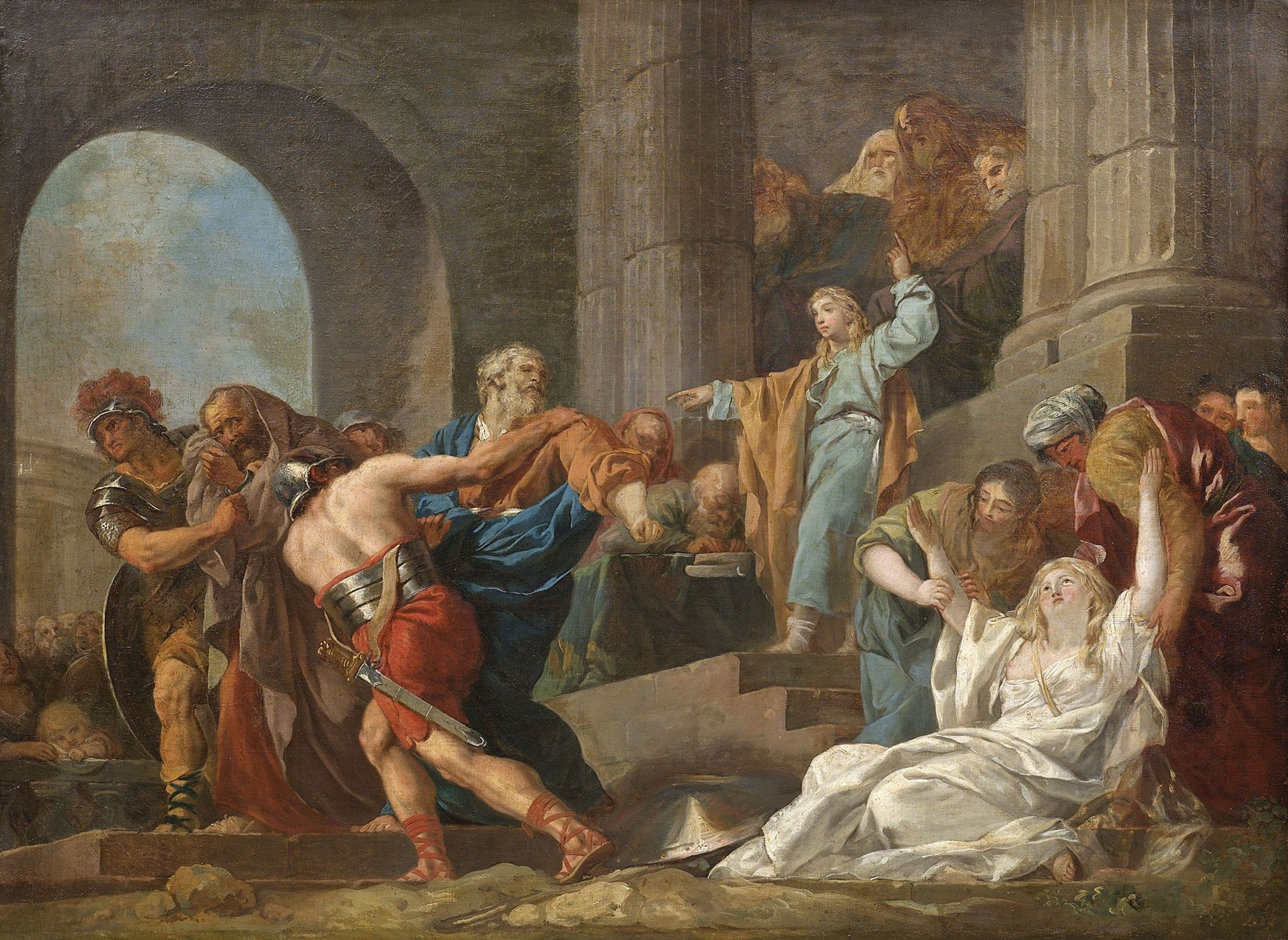
François-Guillaume Ménageot (attribuito), La Justification de Suzanne, 1779 circa.
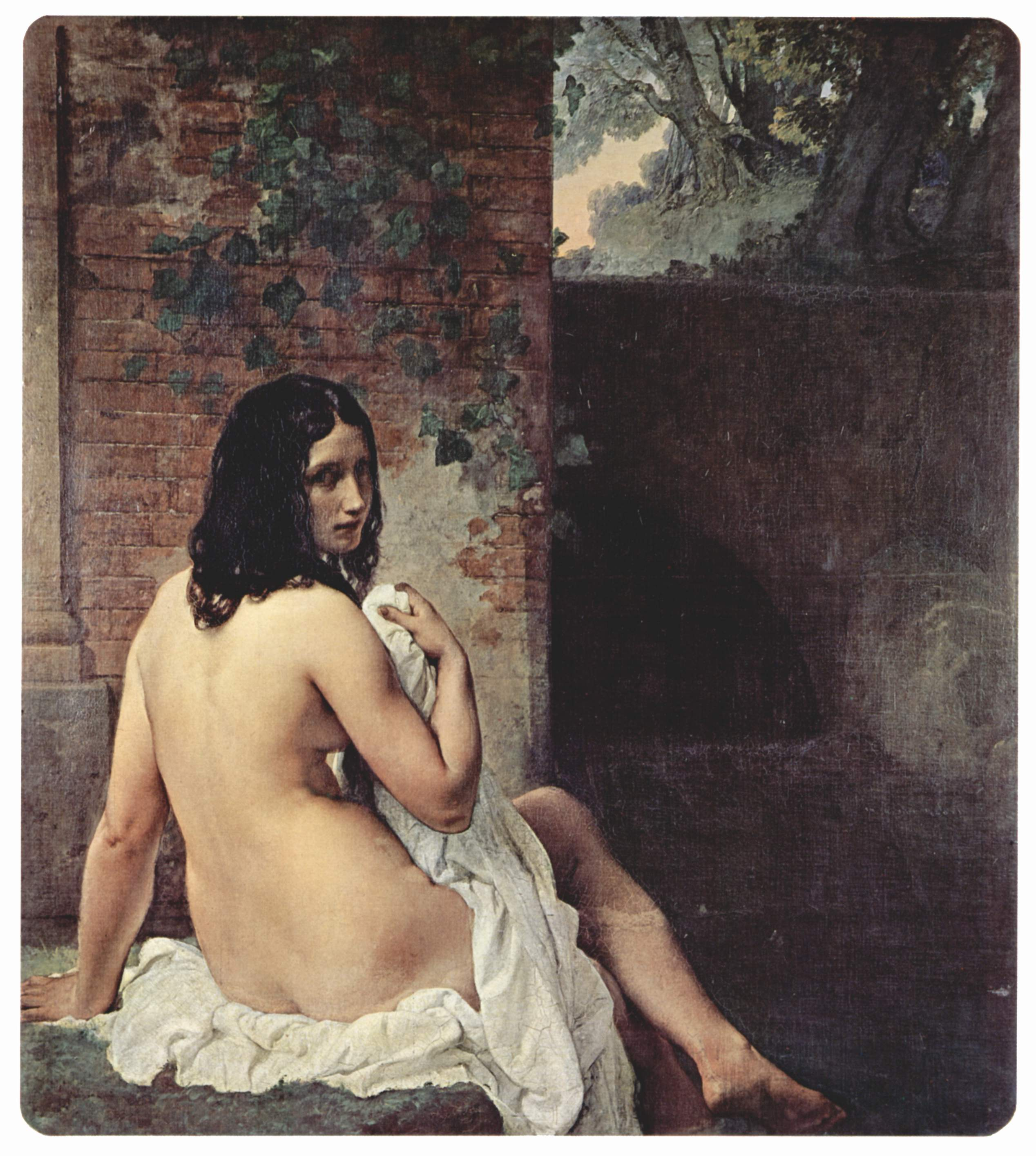
Francesco Hayez, Susanna, 1859 (Pinacoteca di Brera).